# FreeHAL
FreeHAL es un bot conversacional con capacidad de autoaprendizaje.

## Denominación
Al principio el programa fue llamado JEliza en referencia al bot conversacional ELIZA de Joseph Weizenbaum.
La J se puso porque JEliza había sido inicialmente programado en Java. En mayo de 2008 el programa fue renombrado a FreeHAL al cambiar el lenguaje de programación. El nombre actual está basado en el del ordenador de la nave espacial Discovery en la película 2001: A Space Odyssey.

## Funcionalidad
FreeHAL usa una red semántica y tecnologías de reconocimiento de patrones, Stemming, bases de datos gramaticales y modelos ocultos de Márkov para imitar un comportamiento humano. FreeHAL aprende de manera autónoma. Mientras se comunica, vía teclado, el programa aumenta su base de datos. FreeHAL habla inglés y alemán.

## FreeHAL@home
Mediante el uso de la infraestructura BOINC se construyen nuevas redes semánticas.

## Premios
En 2008 el programa ganó el primer premio en la categoría “Most Popular” en la Chatterbox Challenge, una competición anual entre bots conversacionales.

## Publicaciones
Se publicó un artículo sobre FreeHAL en el Linux Magazine, número 97 de diciembre de 2008. El programa fue incluido en el CD/DVD de la revista alemana com!, ediciones 4/2008 y 5/2008.